# Polypodium pruinatum
Polypodium pruinatum là một loài dương xỉ trong họ Polypodiaceae. Loài này được Baker in Hook. & Baker mô tả khoa học đầu tiên năm 1874.
Danh pháp khoa học của loài này chưa được làm sáng tỏ. 